# Kostel Nejsvětější Trojice (Dobřichov)
Kostel Nejsvětější Trojice leží v obci Dobřichov. Je chráněn jako kulturní památka České republiky.
Dnešní barokní kostel z 18. století se nalézá na místě staršího románského kostela z 10. století, který byl rovněž přestavěn goticky ve 14. století a naposled barokně. Pozůstatky románského kostela vystavěného ve stylu Otonské románské renesance byly nalezeny v severovýchodní části nynějšího kostela.